# Agent spécial (États-Unis)
Pour les articles homonymes, voir Agent spécial.

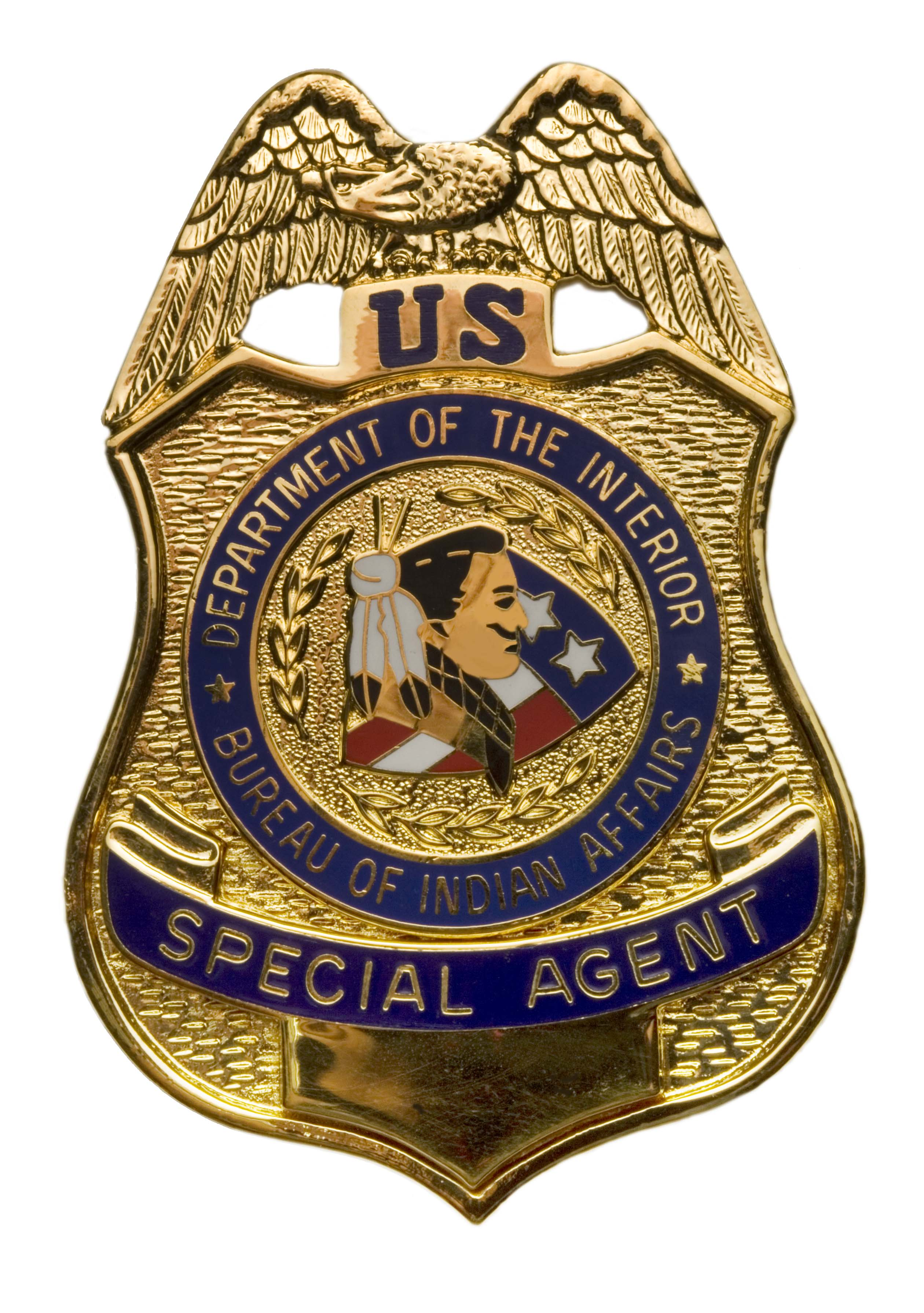
Insigne d'agent spécial du Bureau de la police des affaires indiennes

Aux États-Unis, un agent spécial – anglais : special agent – est le titre donné à un détective ou un enquêteur pour un État, un comté, une municipalité, un gouvernement municipal ou local. En revanche, les départements de police ferroviaire américains utilisent le terme d'« agent spécial » comme titre alors même que leur fonction n'est pas liée à une enquête. Au sein des services américains de police fédérale, plusieurs agences fédérales emploient des officiers de police fédérale et chacune a des critères différents pour l'usage du titre de « Special Agent » par rapport au titre d’« Agent ».
En général, les personnes portant le titre d'« Agent » ont l'autorité d'arrêter ou l'autorité de mener des enquêtes criminelles ou non criminelles pour les affaires mineures. Certaines agences autorisent leurs agents à arrêter et à mener des enquêtes mineures, cependant ils n'ont pas la possibilité d'enquêter sur les affaires criminelles majeures.
À l'inverse, presque tous les spéciaux, en tant qu'officiers de police fédérale, ont le droit de mener des enquêtes majeures et mineures et de procéder à des arrestations. La plupart des agents spéciaux ont l'autorité de porter des armes à feu tant en service qu'en dehors.

## Sources
- (en) Cet article est partiellement ou en totalité issu de l’article de Wikipédia en anglais intitulé « Special Agent » (voir la liste des auteurs).